# Призовая команда
Призовая команда, призовая партия — специально выделенная из состава своего экипажа группа моряков, которая направляется на захваченный (как правило в бою, обычно после абордажа) или обнаруженный бесхозным корабль или судно, то есть являющееся призом в соответствии с нормами призового права, чтобы обеспечить управление призом (например, чтобы привести его в свой порт) или обеспечить выгрузку с него материальных ценностей. С момента высадки призовой партии право собственности на приз переходит к собственнику призёра.